# Atilano Rodríguez Martínez
Atilano Rodríguez Martínez (San Julián de Arbás, 25 de outubro de 1946) é um clérigo espanhol e bispo de Sigüenza-Guadalajara] na Espanha.
Foi ordenado sacerdote pela Arquidiocese de Oviedo em 15 de agosto de 1970. 
Em 5 de janeiro de 1996 foi nomeado bispo titular de Horaea e bispo auxiliar de Oviedo. Foi nomeado bispo de Ciudad Rodrigo em 26 de fevereiro de 2003 e empossado em 6 de abril de 2003. Em 2 de fevereiro de 2011 transferiu-se para a sede episcopal de Sigüenza-Guadalajara.